# Hongitochten

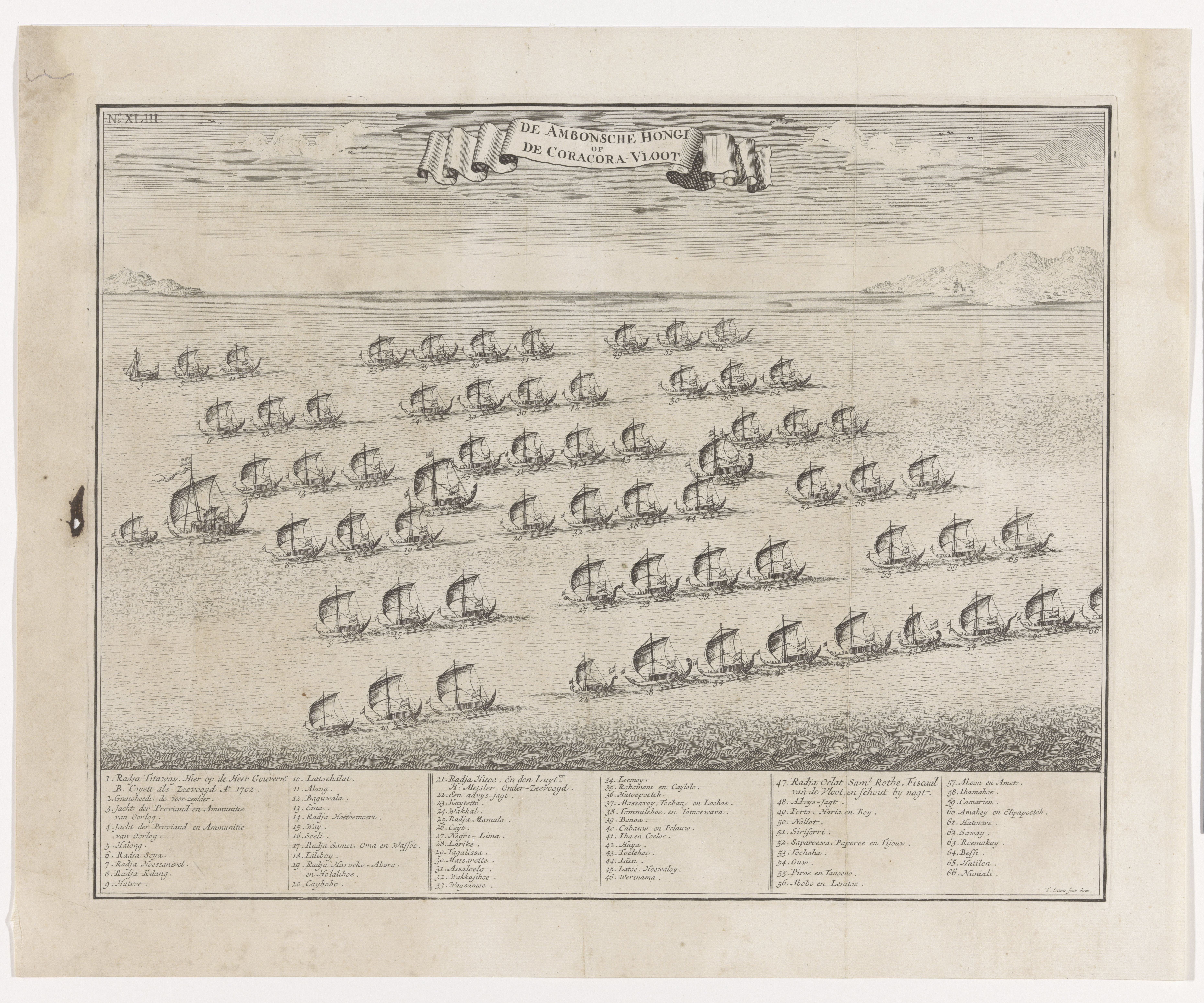
De hongivloot van gouverneur Balthasar Coyett en diverse Radja's in 1702

Hongitochten waren inspecties door de VOC van gebieden waar specerijen verbouwd werden, met name kruidnagels in de Molukken. In deze gebieden had de VOC het alleenrecht op de handel in de specerijen verworven door middel van verdragen met de vorsten. De inspectietochten werden uitgevoerd met een hongi; een oorlogsvloot van inlandse vaartuigen, kora-kora's genaamd. De eerste werd uitgevoerd in 1625 door Herman van Speult, op het schiereiland Hoamoal op Ceram.

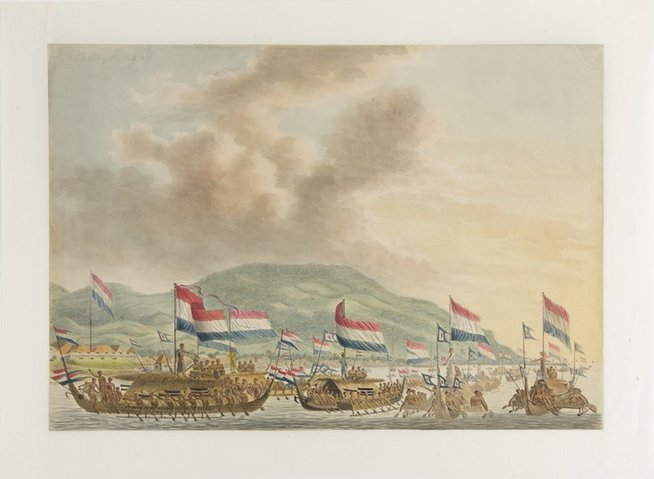
Hongivloot van Ternate op weg naar Ambon in 1817

Kruidnagels groeiden bijna uitsluitend op de Molukken, wat zich uitstekend leende voor het creëren van een monopolie op de handel erin. De regio was echter toch nog groot genoeg om mededingers een kans te geven het monopolie te ontduiken. De VOC had daarom de kruidnagelteelt geconcentreerd op Ambon en drie naburige eilandjes: Haruku, Nusa Laut en Saparua, waar zij de volledige soevereiniteit had. De kruidnagelbomen op de andere eilanden werden vernietigd (geëxtirpeerd) en nieuwe werden niet meer geplant. Aangezien het wel tien jaar duurt voor een nieuw geplante boom kruidnagels oplevert was dit beleid zeer effectief. De vorsten werden voor de gederfde inkomsten schadeloos gesteld door middel van jaarlijkse premies. Het doel van dit beleid was het tegengaan van smokkel (d.w.z. handel in kruidnagels door derden buiten de verdragen om), het beter kunnen reguleren van het aanbod op de monopolistische markt en het handhaven van een stabiel prijsniveau.
De inspectietochten werden georganiseerd met behulp van inheemse vloten van tientallen kora-kora's bemand door de plaatselijke bevolking die deelname aan de hongi als traditionele herendienst verschuldigd was. De hongi's dienden oorspronkelijk voor de oorlogsvoering tussen de eilanden. Op de tochten ging meestal de gouverneur van de VOC mee, alsmede een of meerdere kooplieden en een aantal soldaten. Inspectie was niet het enige doel. In de dorpen langs de kust werden bestuurlijke en juridische problemen besproken, geschillen opgelost en klachten afgehandeld.
Door speciale 'boslopers' waren van tevoren illegale kruidnagelplantages en opslagplaatsen opgespoord. Deze werden gedurende de tocht vernietigd. Als straf werden ook de huizen van de planters in brand gestoken. Hierbij werd door de VOC handig gebruik gemaakt van de vijandschap tussen de volkeren op de verschillende eilanden. Ook de Alfoerse koppensnellers en kannibalen uit het binnenland van Ceram (ook wel bergboeren genoemd) werden soms ingehuurd voor het geval er verzet werd gepleegd door de smokkelaars.

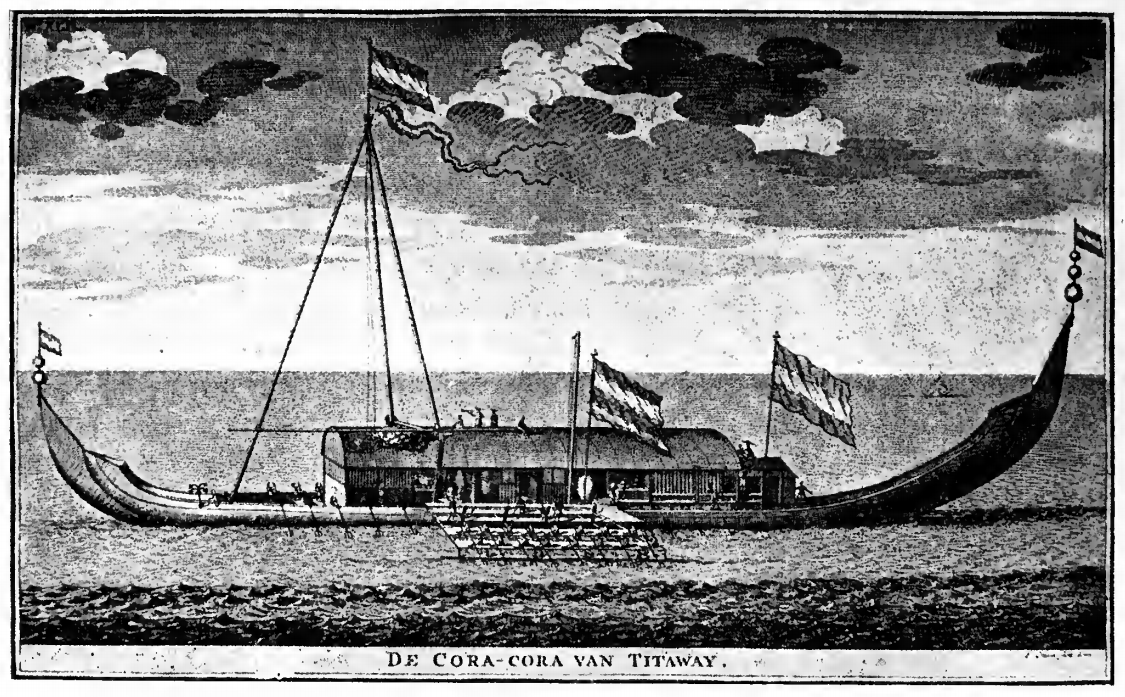
De kora-kora van de Radja van Titaway op Nusa Laut, een van de kruidnageleilandjes. Illustratie uit Francois Valentijn's Oud en Nieuw Oost-Indiën uit 1726

Tussen 1662 en 1769 werd na terugkomst van de hongi een groot feest van vier dagen in de Compagniestuin op Ambon georganiseerd. Daarna werd het feest afgeschaft in het kader van bezuinigingen.

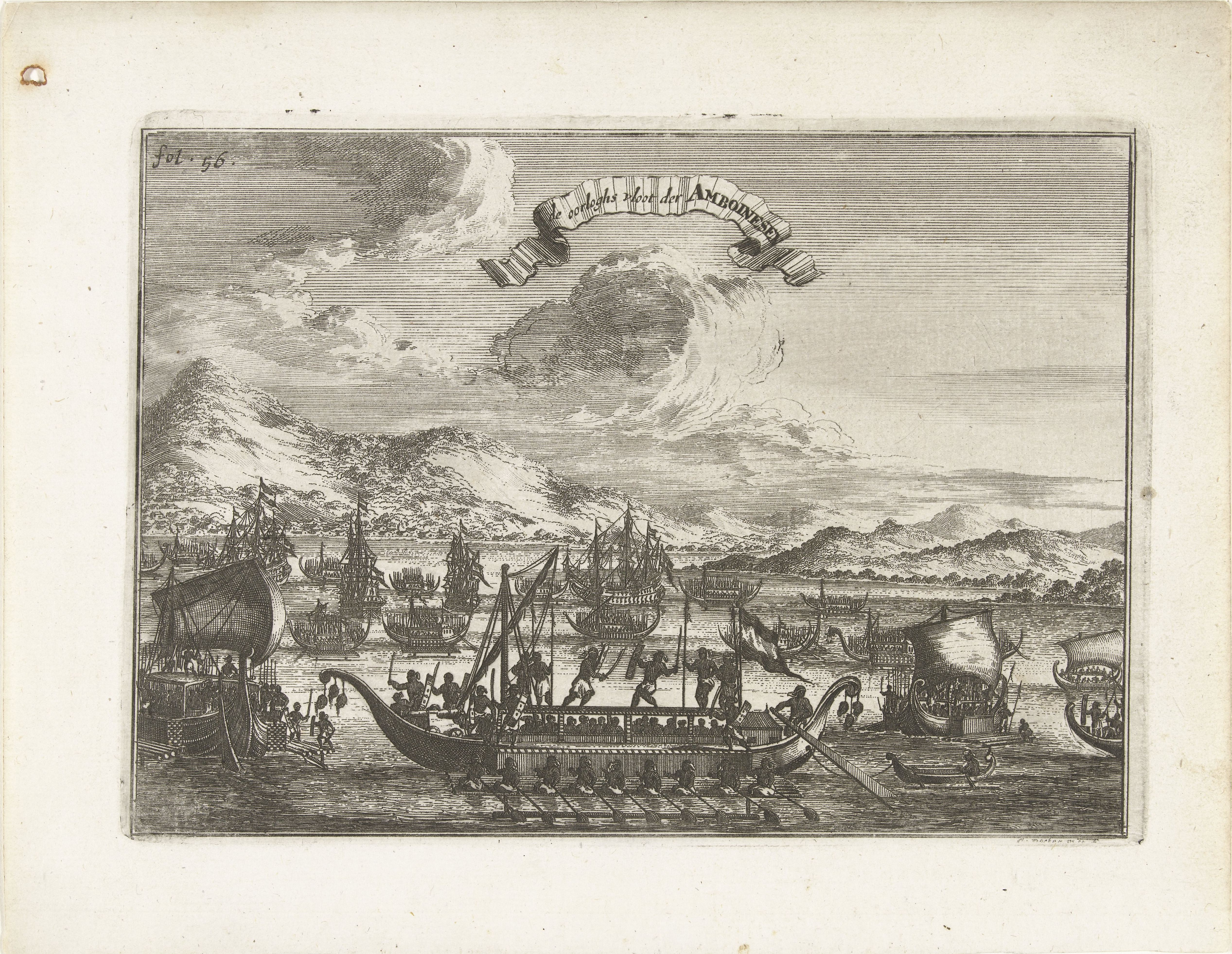
De Hongivloot op een illustratie in Wouter Schoutens Oost-Indische Voyagie uit 1676

Wouter Schouten beschrijft in zijn 17de-eeuwse bestseller Oost-Indische Voyagie hoe hij in 1659 meegaat op een hongitocht rond het eiland Ceram met gouverneur Jacob Hustaert. De vloot bestond uit vijf Hollandse schepen en vierenveertig kora-kora's. 'Deze korrokorren, of oorloogh-schepen der Indianen van d'oosterse eylanden die met de Nederlanders in vrientschap leefden krioelden alle door veelheyt des volcks; allemael swarten met schilt en swaerden, musquetten, piecken, spatten, assagayen, en ander wapen-tuygh voorsien.' Tijdens de tocht afgehouwen en in de zon gedroogde hoofden werden voor en achter aan de kora-kora's gehangen, 'als wat bysonders, daer zy geweldigh dagelijcks tegens quamen te sabelen, te schermen en te woelen met een wonderlijcke swier van springen, snippen, neygen en buygen'. Dit gebeurde ondanks dat de gouverneur een premie betaalde om smokkelaars levend mee te nemen, zodat ze door de Compagnie ergens aan het werk gesteld konden worden.
Ook de sultans van Ternate en Tidore hielden hongitochten, maar deze hadden meer het karakter van rooftochten, en hadden ten doel bij andere stammen in de regio een jaarlijkse schatting te innen in de vorm van bosproducten, paradijsvogels, parels en slaven.
Begin 19de eeuw werd het specerijenmonopolie geleidelijk afgeschaft. In 1824 maakte gouverneur-generaal Van der Capellen een einde aan de hongitochten. In een speciale proclamatie van 15 april aan de plaatselijke bevolking verklaarde hij: 'Wij zijn (…) niet tot u gekomen om u te bestraffen, maar om u op te beuren en te redden'. Nederlandse ambtenaren zullen 'uwe akkers en tuinen niet verwoesten, maar u onderwijzen om dezelve beter en winstgevender aan te leggen en te bebouwen: zij zullen uwe prauwen niet vernielen, maar u de wegen en havens aanwijzen, om daarop met voordeel voor u zelven te varen en handel te drijven.'